# Rolnictwo ekstensywne
Rolnictwo ekstensywne – rodzaj rolnictwa, w którym nie stosuje się sztucznych środków wspomagających uprawy, takich jak nawozy mineralne i pestycydy, co skutkuje jednak zmniejszonymi plonami. W systemie tym nakłady pracy są wysokie, a koszty niskie. Ten rodzaj rolnictwa stosuje się w krajach mniej rozwiniętych gospodarczo lub dysponujących rozległymi terenami (jak np. USA). Wykorzystuje się do tego tereny rozleglejsze niż w rolnictwie intensywnym.
Główne obszary rolnictwa ekstensywnego na świecie:
- Wielkie Równiny
- Pampa
- strefa międzyzwrotnikowa w Afryce
- Bliski Wschód
- Pakistan
- Afganistan
- USA
- Australia (głównie Queensland i Nowa Południowa Walia)
- Kanada
- prawie cały obszar byłego ZSRR.

W krajach z takim rolnictwem nie ma potrzeby osiągania bardzo wysokich plonów i intensyfikacji hodowli zwierząt. Duże zbiory osiąga się poprzez uprawę ogromnych obszarów. Duża produkcja mięsa, mleka czy wełny oparta jest na bardzo dużej liczbie zwierząt hodowlanych. Ich hodowla wykorzystuje duże powierzchnie łąk i pastwisk. W jednym z takich gospodarstw przeprowadzono badania, które wykazały, że tego rodzaju system przyczynia się do magazynowania w glebie węgla atmosferycznego (dwutlenku węgla), pomagając w redukowaniu przyczyn globalnego ocieplenia. Wypasanie zwierząt pobudzało roślinność do intensywniejszego wzrostu, jednocześnie nawożąc glebę. 